# A sztárok nem Liverpoolban halnak meg
Az A sztárok nem Liverpoolban halnak meg (eredeti címe: Film Stars Don't Die in Liverpool) egy 2017-es brit-amerikai életrajzi romantikus filmdráma, rendezte Paul McGuigan. A forgatókönyvet Peter Turner azonos című könyve alapján Matt Greenhalgh készítette. A produkció főszerepében Annette Bening és Jamie Bell.
A film premierjét 2017. szeptember 1-jén mutatták be a Telluride Filmfesztiválon. Az Egyesült Királyságban november 16-tól, az Egyesült Államokban december 29-től vetítették a mozikban. Magyarországi bemutatója nem volt a filmnek, magyar szinkronnal az online streaming oldalakon volt megtekinthető.
A produkciót három BAFTA-díjra jelölték.

## Cselekmény
1981 októberében Gloria Grahame az Üvegfigurák című darabban Amanda szerepét játssza, de megbetegszik. Felkeresi egykori szerelmét, Peter Turnert, aki vonakodva elviszi őt szülei liverpooli házába, hogy ott gyógyuljon.
Pár évet visszaugorva 1979-be, Gloria egykoron fényes és Oscar-díjas karrierje alkonyán Sadie szerepét játssza W. Somerset Maugham Eső című művében Londonban. Gloria flörtöl a panzió másik lakójával, Peterrel, aki szintén színész. Együtt nézik meg A nyolcadik utas: a Halált, és korkülönbségük ellenére barátságuk hamarosan intimmé válik.
1981 októberében Peter szülei még mindig támogatják Peter és Gloria barátságát. Peter és szülei elismerik, hogy Gloriának nagyobb odafigyelésre van szüksége, bármi is legyen a baja. Gloria azonban ragaszkodik ahhoz, hogy a betegsége nem súlyos.
1979-ben Peter meglátogatja Gloriát Los Angelesben, és románcuk folytatódik Gloria szerény malibui lakókocsiparki otthonában. Gloria édesanyja, Jeanne támogatja Peter és Gloria románcát, de Gloria idősebb nővére, Joy ellenséges. Mindketten arra biztatják Petert, hogy ne vegye feleségül Gloriát, tekintettel Gloria korábbi, botrányos házasságára a nála jóval fiatalabb Anthony Ray nevelt fiával.
1981 októberében, miután kapcsolatba lépett Gloria lancasteri orvosával, Peter megtudja, hogy Gloria mellrákja az 1975-ös kezdeti gyógyulás után visszatért. Gloria visszautasított minden további kezelést. Peter végül szembesíti Gloriát azzal, amit tud, de Gloria kitart amellett, hogy meg fog gyógyulni. Peter vonakodva osztja meg a prognózist a családjával, Gloria vendéglátóival. Peter elmondja barátjának, Eileennek, hogy még mindig szereti Gloriát.
1979-től Gloria és Peter románca 1981 tavaszáig folytatódik, és Peter New Yorkba megy Gloriával, többek között Eileen is meglátogatja. Gloria meghívja Petert, hogy éljen vele Amerikában, de nem sokkal később azonban Gloria hirtelen, magyarázat nélkül elhidegül a kapcsolattól, és eltávolodik Petertől. Gloria kirúgja a férfit a New York-i lakásából, ő pedig visszatér Liverpoolba, hogy színészi munkát vállaljon egy Alan Bleasdale-darabban. Hamarosan kiderül, hogy Gloria rákja visszatért, Peterrel szembeni távolságtartása és titkolózása a folyamatos vizsgálatok és orvosi találkozók miatt volt.
1981 októberében Peter és családja küzdenek azzal, hogyan gondozzák Gloriát. Mivel Gloria egyre gyengébbé válik, úgy dönt, hogy megengedi Peternek, hogy tájékoztassa a családját a betegségéről. Peter azzal lepi meg Gloriát, hogy elviszi egy színházba, ahol felolvas a Rómeó és Júliából (ebben a jelenetben a valódi színész, Peter Turner egy cameo-szerepben Jack színpadi segédként tűnik fel). Gloria legidősebb fia, Timothy megérkezik az Egyesült Államokból, hogy segítsen Gloriának hazatérni. Gloria elbúcsúzik Petertől és a családjától, és elindul az USA-ba.
A film azzal a felvétellel zárul, amelyen Gloria a 25. Oscar-díjátadón elnyeri a legjobb női mellékszereplőnek járó Oscar-díjat Rosemary Barlow alakításáért A rossz és a szép című filmben.

## Szereplők
| Szerep         | Színész          | Magyar hangja      |
| -------------- | ---------------- | ------------------ |
| Gloria Grahame | Annette Bening   | Kovács Nóra        |
| Peter Turner   | Jamie Bell       | Hajdu Tibor        |
| idősebb Joe    | Kenneth Cranham  | Cs. Németh Lajos   |
| Bella          | Julie Walters    | Andresz Kati       |
| ifjú Joe       | Stephen Graham   | Nagypál Gábor      |
| Jean           | Vanessa Redgrave | Tímár Éva          |
| Joy            | Frances Barber   | Rátonyi Hajni      |
| Georgie        | Jay Villiers     | Tarján Péter       |
| Eileen         | Leanne Best      | Kisfalvi Krisztina |
| Grace doktor   | Tim Ahern        | Imre István        |
| Tim            | Tom Brittney     | Gacsal Ádám        |

További magyar hangok: Németh Gábor, Téglás Judit

## Fogadtatás
A film alapvetően jó kritikát kapott. A Rotten Tomatoeson 80%-os minősítést ért el 169 értékelés alapján, az összefoglaló szerint: „A sztárok  nem Liverpoolban halnak meg című filmben Annette Bening briliáns munkát nyújt, akinek alakítása bőven elég ahhoz, hogy ellensúlyozza az életrajzi film alapvető narratíváját.” Joe Morgenstern a Wall Street Journaltól azt írta: „A történet kibontása vékony, és néha csupaszon mesterkéltnek tűnik... A filmnek mégis vannak meglepő kecsességgel és gyengédséggel teli pillanatai.” Kenneth Turan a Los Angeles Timestól azt írta: „A filmre azért érdemes odafigyelni, amiért egyáltalán elkészült: azért, mert lehetőséget ad arra, hogy a sztár Annette Beninget akcióban láthassuk.” Ann Hornaday a The Washington Posttól azt írta: „A film soha nem mélyül el annyira abban, hogy ki volt Gloria Grahame, eltekintve egy fekete-fehér vásznon átsuhanó végzet asszonyától.”
A MetaCriticen 65 pontot ért el a 100-ból 34 vélemény alapján. David Ehrlich az IndieWire-től azt írta: „Annyira általános, hogy akárkiről is szólhatna, A sztárok nem Liverpoolban halnak meg azonban bosszantó feszültséget teremt a megközelítés sablonossága és az ügy egyedisége között.” Moira Macdonald a The Seattle Timestól azt írta: „A Paul McGuigan által rendezett film alapvetően egy sírós film, és nem eléggé mutatja meg a korabeli közönségnek, hogy miért volt Grahame különleges. De az alakítások miatt öröm nézni.” Stephen Farber a The Hollywood Reportertől azt írta: „Nem tagadható le az érzelmi erő, amelyet ez a film kibontakoztat, és ezt tehetséges filmkészítőknek és két, erejük teljében dolgozó sztárnak köszönhetjük.”
A Box Office Mojo szerint a film összesen 4 millió dollár bevételt szerzett, a költségvetésről nincs információ.

## Fontosabb díjak és jelölések
| Esemény        | Díj       | Kategória                              | Eredmény |
| -------------- | --------- | -------------------------------------- | -------- |
| 71. BAFTA-gála | BAFTA-díj | Legjobb adaptált forgatókönyv          | Jelölve  |
| 71. BAFTA-gála | BAFTA-díj | Legjobb férfi főszereplő: Jamie Bell   | Jelölve  |
| 71. BAFTA-gála | BAFTA-díj | Legjobb női főszereplő: Annette Bening | Jelölve  |